# Nanakusa no sekku

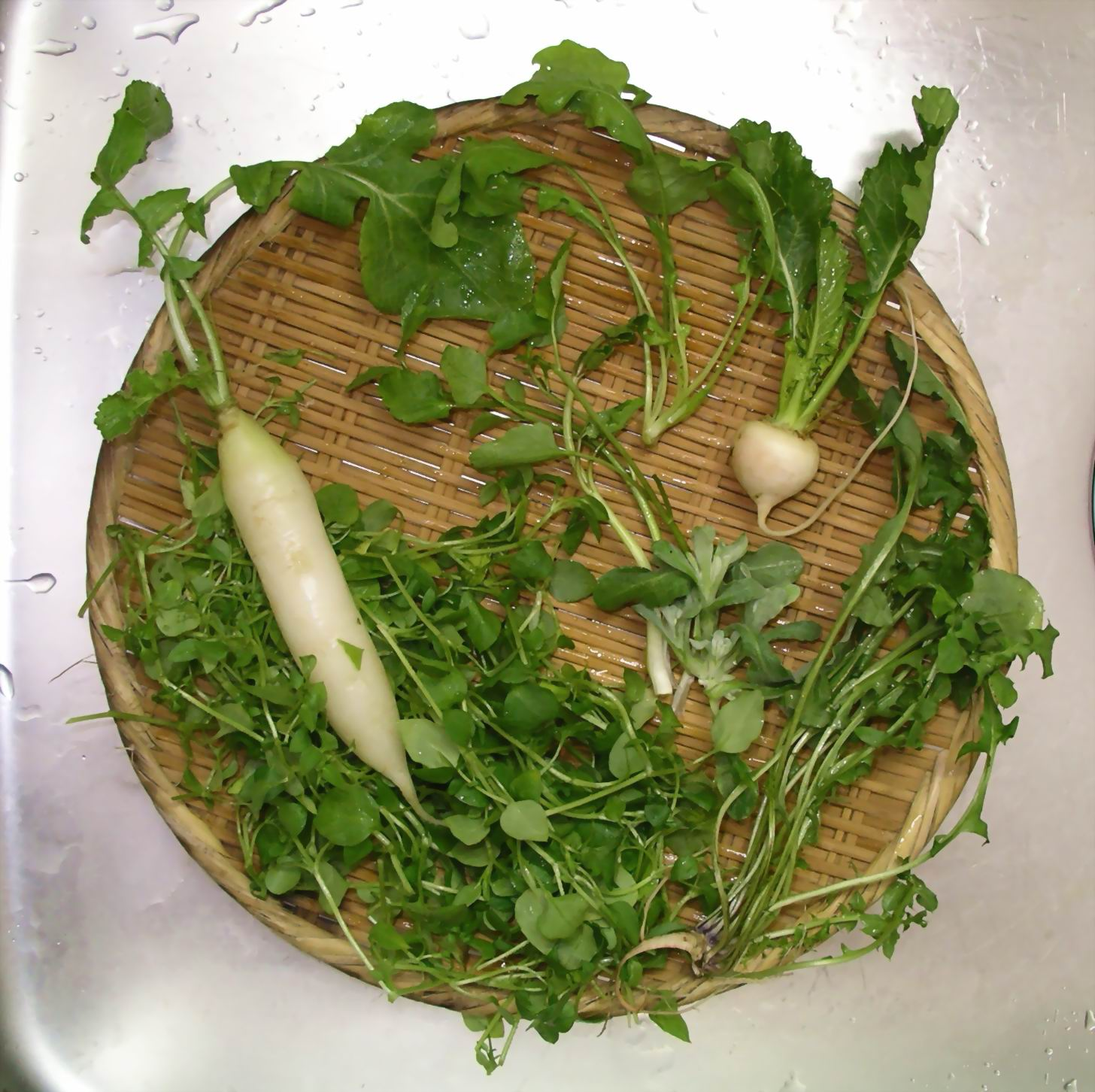
Les nanakusa.

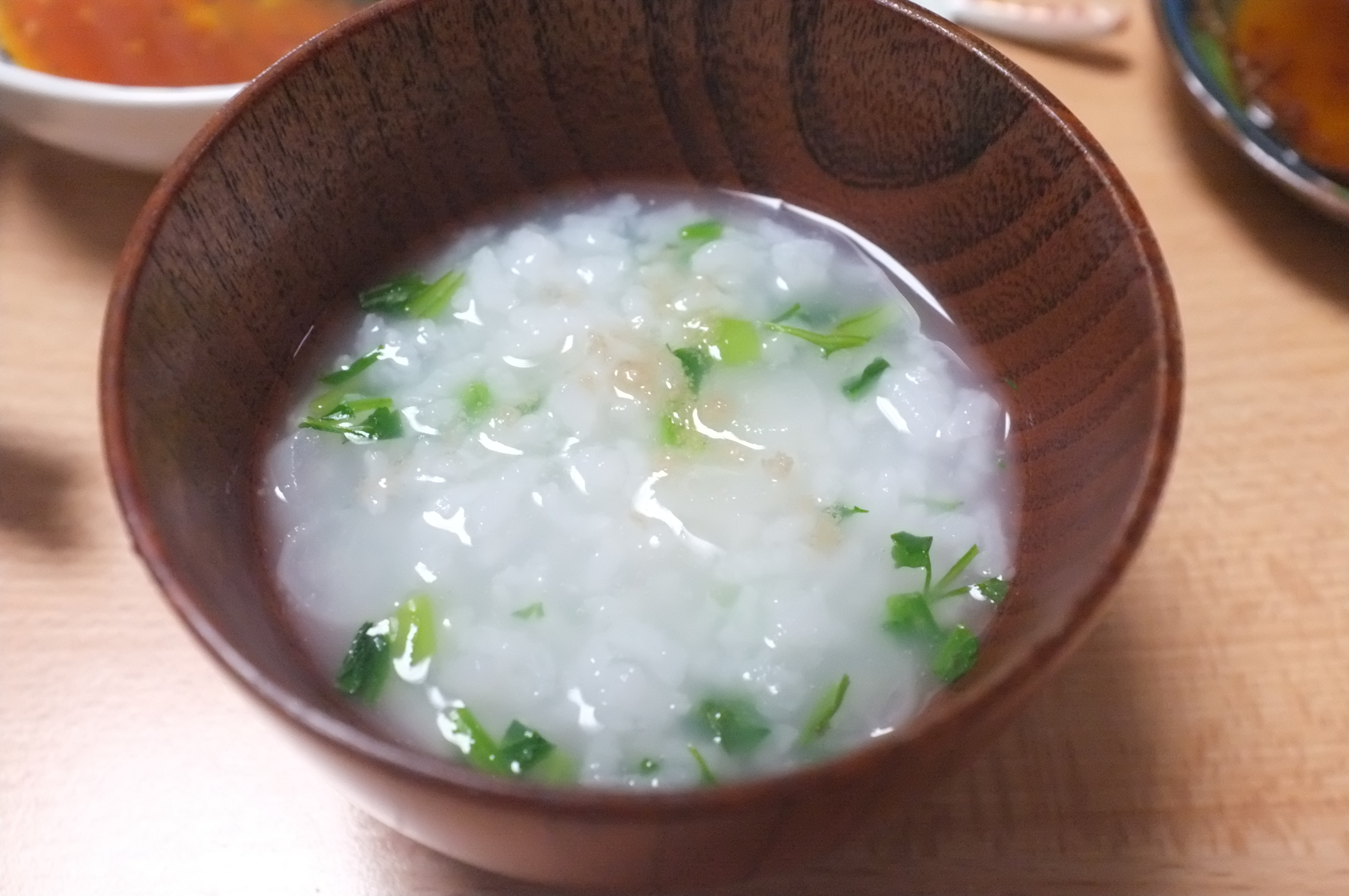
Le bouillon de riz (kayu) du nanakusa.

La fête des sept herbes (七草の節句, nanakusa no sekku) est une très ancienne coutume japonaise qui consiste à manger un kayu aux sept herbes (七草粥, nanakusa-gayu) le 7 janvier (Jinjitsu).
Les nanakusa sont sept herbes sauvages comestibles de printemps. Traditionnellement, ce sont :
| Image | Nom traditionnel                | Nom actuel                        | Nom scientifique                                 | Noms en français                              |
| ----- | ------------------------------- | --------------------------------- | ------------------------------------------------ | --------------------------------------------- |
|       | 芹 : せり, seri                 | Seri                              | Oenanthe javanica (Blume) DC.                    | Céleri chinois                                |
|       | 薺 : なずな, nazuna             | Nazuna ou penpengusa (ぺんぺん草) | Capsella bursa-pastoris (L.) Medik.              | Bourse-à-pasteur ou capselle bourse-à-pasteur |
|       | 御形 : ごぎょう, gogyō          | Hahakogusa (母子草)               | Gnaphalium affine D.Don                          |                                               |
|       | 繁縷 : はこべら, hakobera       | Hakobe (蘩蔞)                     | Stellaria media (L.) Vill.                       | Morgeline ou stellaire intermédiaire          |
|       | 仏の座 : ほとけのざ, hotokenoza | Koonitabirako (小鬼田平子)        | Lapsana apogonoides Maxim.                       |                                               |
|       | 菘 : すずな, suzuna             | Kabu (蕪)                         | Brassica rapa var. rapa L.                       | Navet potager ou rave                         |
|       | 蘿蔔 : すずしろ, suzushiro      | Daikon (大根)                     | Raphanus sativus var. longipinnatus L. H. Bailey | Radis japonais ou radis blanc                 |

Il existe de nombreuses variantes.
Le matin du 7 janvier, ou la veille, on place les nanakusa, la spatule à riz, et/ou un mortier sur la planche à découper et, en faisant face à la direction de la chance, on chante : « Avant que les oiseaux du continent s'envolent vers le Japon » en hachant menu les herbes. Ce chant peut varier.